# 美麗新影城
美麗新影城（英語：Miranew Cinemas）為台灣的電影院連鎖系統之一，目前共設有3個據點，主要分布於北北桃地區；在新北市、台北市、桃園市各1處。
美麗新影城由「美麗新娛樂股份有限公司」經營，該公司原名「美麗華威影城股份有限公司」，曾受託經營「美麗華大直影城」與「美麗華天母影城」。

## 歷史
- 2018年，因美麗新娛樂自行經營美麗華大直皇家影城，衍生與「美麗華大直影城」競業問題。
- 2018年11月8日，美麗新影城接手經營美麗華台茂影城、美麗華大直皇家影城以及尚未營運的美麗華淡海影城。
- 2018年12月11日，美麗新淡海影城正式開幕[1]。
- 2020年12月，美麗新宏匯影城正式開幕，皇家影城於2021年5月7日落成啟用。
- 2024年12月1日，美麗新淡海影城自官網訂票系統除名；該影城後於12月21日宣布將於12月30日停業，並與其所在之美麗新廣場淡海店一同歇業。

## 營業據點
※註：旗下全影廳皆略過「數字4」的影廳，第3廳以後為第5廳，其後影廳號碼依此類推、加一表示。

### 臺北市
- 美麗新大直皇家影城 （Royal Cinemas）[2]

台北市中山區北安路780號B2（美麗新廣場大直館）
2016年開業，是服務再升級的全新品牌，共8個廳202席座位，寬敞可調式雙人沙發座椅，個人專屬電子平板服務，搭配主廚料理的精緻餐點，將成為尊爵觀影的新選擇。
2021年1月4日因應服務升級，暫停營業進行內部整修，預計2021年4月底重新開幕，後因疫情關係延後至11月12日重新開幕。

### 新北市
- 美麗新宏匯影城 （Miranew Honhui Cinemas）[3]

新北市新莊區新北大道四段3號（宏匯廣場8~10樓）
於2020年12月正式開幕，皇家影廳於2021年5月7日落成啟用，其中10樓屬於皇家影城，共12廳（包含4個「皇家影城」影廳）。

### 桃園市
- 美麗新台茂影城 （Tai-Mall Cinema）[4]

桃園市蘆竹區南崁路一段112號（台茂購物中心7樓）
原桃園ACE歡影城，2018年11月8日全新開幕，共11廳（包含2個「皇家影城」影廳，1個IMAX影廳，11個標準影廳）。

## IMAX影廳

### 桃園市
- 美麗新台茂影城

2016年12月29日開始提供服務，銀幕寬度為17.8公尺，高為9.8公尺。
座席數為329席，影廳內設置4處輪椅席。
為一般廳改建成IMAX
第一部提供數位IMAX 3D服務的是《星際大戰外傳：俠盜一號》。

## 過往影城

### 臺北市
- 美麗華大直影城 （Dazhi Miramar）

台北市中山區敬業三路22號6樓（美麗華百樂園6~8樓）
原美麗華華納威秀，2006年4月更名為美麗華大直影城，2018年8月失去經營權。

### 新北市
- 美麗新淡海影城 （Miranew Danhai Cinemas）[6]

新北市淡水區義山路二段303號2樓（美麗新廣場淡海館）
業主為威秀影城股東之一的宏泰集團，原訂由威秀進駐但宣告破局，後由美麗新進駐。
於2018年12月8日試營運，12月11日正式開幕，共9廳，合計約1900個座位，除杜比7.1環繞音效的全數位化影廳，另外還有1廳寬25、高13.5公尺的超大銀幕，以RGB 4K純雷射電影系統搭配杜比ATMOS全景聲的巨幕廳，座席數為463席，內設置6處輪椅席。
2024年12月1日，美麗新淡海影城自官網訂票系統除名；該影城後於12月21日宣布將於12月30日停業，並與其所在之美麗新廣場淡海店一同歇業。

## 未來規劃

### 臺中市
- 美麗新漢神洲際影城[7]

臺中市北屯區漢神洲際購物中心
預定2025年底開幕

## 外部連結
- 美麗新影城 （页面存档备份，存于）
- 美麗新影城MiranewCinemas的Facebook專頁